# Drei Uhr nachts (Lied)
Drei Uhr nachts ist ein Lied des deutschen Popsängers Mark Forster, in Kooperation mit der deutschen Singer-Songwriterin Lea. Das Stück ist die dritte Singleauskopplung aus Forsters fünftem Studioalbum Musketiere.

## Entstehung und Artwork
Drei Uhr nachts wurde von den Interpreten selbst – unter ihren bürgerlichen Namen Lea-Marie Becker und Mark Cwiertnia – gemeinsam mit den Koautoren Ralf Christian Mayer, Daniel Nitt, Pascal Reinhardt (Kalli) und Joe Walter geschrieben. Die Produktion erfolgte durch die Zusammenarbeit von Forster, Mayer und Nitt. Ohne Forster waren Mayer und Nitt auch gemeinsam für die Aufnahmen zuständig; als Toningenieur assistierte ihnen Severin Ahn. Darüber hinaus tätigte Mayer in Eigenverantwortung die Abmischung und der Mastering. Nitt war alleine für das Arrangement zuständig.
Auf dem Frontcover der Single sind – neben Künstlernamen und Liedtitel – die Interpreten Forster und Lea zu sehen. Das Bild ist in der Mitte horizontal geteilt. Die linke Seite ist lila gehalten und zeigt Forster sowie die Interpretenangaben und die rechte Seite, die in orange gehalten ist, zeigt Lea sowie den Liedtitel. Die Fotografien stammen von Robert Winter.

## Veröffentlichung und Promotion
Die Erstveröffentlichung von Drei Uhr nachts erfolgte als Download und Streaming am 9. April 2021. Die Veröffentlichung erfolgte als Einzeltrack durch das Musiklabel Four Music, der Vertrieb erfolgte durch Sony Music Publishing. Am 13. August 2021 erschien das Lied als Teil von Forsters fünftem Studioalbum Musketiere.
Forster verriet erstmals am 30. März 2021 über seinen Instagram-Kanal, dass „bald ein neuer Song“ kommen würde. Einen Tag später, am 31. März 2021, veröffentlichte Forster eine Hörprobe, in dem er und Nitt das Lied auf dem Klavier spielten. Wiederum einen Tag später kündigte er für den Folgetage nochmals einen Teaser an. Am 2. April 2021 erschien dieser, in dem Forster erneut am Klavier zu hören war und diesmal dazu summt. Einen Tag später, am 3. April 2021, bestätigte Forster eine Singleveröffentlichung für den 9. April 2021 und veröffentlichte erneut eine Hörprobe am Klavier, in dem er diesmal dazu sang. Am 5. April 2021 gab Forster schließlich den Liedtitel bekannt und verriet, dass es sich um ein Duett mit Lea handelt. Einen Tag später stand das Lied zum Vorbestellen bereit. Die Single wurde unter anderem durch Amazon Music beworben.
Um das Lied weiter zu bewerben, erfolgte ein gemeinsamer Liveauftritt zur Hauptsendezeit von Forster und Lea in der neunten Staffel der Sat.1-Show The Voice Kids am 25. April 2021. Einen weiteren gemeinsamen Auftritt absolvierten die beiden in der ProSieben-Late-Night-Show Late Night Berlin am 27. April 2021.

## Hintergrund
Bei Drei Uhr nachts handelt es sich um die erste gemeinsame Aufnahme von Forster und Lea, jedoch nicht um die erste Zusammenarbeit der beiden. Im Jahr 2018 war Forster als Koautor für Leas Lied Zu dir beteiligt. Das Lied erschien als Single am 22. Juni 2018 und war Teil von Leas zweiten Studioalbum Zwischen meinen Zeilen, das am 14. September 2018 erschien. Zu dir erreichte seinerzeit Rang 54 der deutschen Singlecharts und konnte sich 21 Wochen in den Charts platzieren. Im Januar 2020 wurde die Single in Deutschland mit einer Goldenen Schallplatte für über 200.000 verkaufte Einheiten ausgezeichnet.
Ursprünglich planten die beiden, ein Lied für Leas Studioalbum Treppenhaus zu schreiben, doch das habe nicht „richtig“ funktioniert. Sie hätten trotzdem weiter zusammen Musik gemacht, sich Ideen geschickt. Seit Sommer 2020 hätten sie an Drei Uhr nachts gearbeitet.

## Inhalt
| „Es ist drei Uhr nachts. Ich ruf’ jeden an, den ich kenn’, die ganzen Namen in meinem Handy. Ist noch irgendjemand wach? Ich bin allein hier, drei Uhr nachts. Ich kann wieder nur an dich denken. Versuch’ mich irgendwie abzulenken. Und alle Nummern durchzugeh’n. Nur um deine nicht zu wähl’n.“ – Refrain, Originalauszug | Der Liedtext zu Drei Uhr nachts ist in deutscher Sprache verfasst. Die Musik und der Text wurden gemeinsam von Lea, Mark Forster, Kalli, Ralf Christian Mayer, Daniel Nitt und Joe Walter geschrieben beziehungsweise komponiert. Musikalisch bewegt sich das Lied im Bereich der Popmusik. Das Tempo beträgt 165 Schläge pro Minute. Die Tonart ist As-Dur. Inhaltlich geht es in dem Lied um die Einsamkeit nach einer Trennung, die einen vor allem in der Nacht wach halte. Es gehe um die Sehnsucht nach jemanden, nach dem man eigentlich keine Sehnsucht haben sollte. In einem Interview mit MDR Jump verriet Forster, dass es ihm grundsätzlich schwer falle, sich zu trennen, sowohl von Menschen, als auch von Dingen oder Stationen. Wenn er eine Wohnung verlasse und umziehe, habe er „richtig“ Trennungsschmerz. Selbst, nachdem er sich aus der Show Sing meinen Song – Das Tauschkonzert verabschiedet habe, sei ihm das so gegangen. Er habe danach nie wieder eine Folge geschaut, weil er sich damit so verbunden fühle. Aufgebaut ist das Lied auf zwei Strophen, einem Refrain und einem Outro. Das Lied beginnt zunächst mit dem Refrain, der hier jedoch in einer gekürzten Version dargeboten wird. Auf den ersten Refrain folgt die erste Strophe, an die sich zunächst der sogenannte „Pre-Chorus“ anschließt, ehe erneut der Refrain einsetzt. Der gleiche Vorgang wiederholt sich mit der zweiten Strophe. Nach der dritten Strophe endet das Lied mit dem dreizeiligen Outro, das sich aus Teilen des Refrains zusammensetzt. Die erste Strophe wird alleine von Forster gesungen. Die zweite Strophe und der „Pre-Chorus“ werden von Lea alleine gesungen. Im Refrain sind immer die Stimmen beider Künstler zu hören. |

## Musikvideo
Das Musikvideo zu Drei Uhr nachts feierte seine Premiere am 9. April 2021 um 15:00 Uhr auf der Videoplattform YouTube. Es zeigt Forster und Lea, die beide mit ihren Bands das Lied performen. Sie befinden sich beide auf einer großen, runden Bühne, die in der Mitte durch eine Wand geteilt ist. Jeder der Interpreten hat eine Seite für sich und die Band. Begleitet werden die Auftritte mit einer Scheinwerfershow. Während den Strophen sieht man die beiden Interpreten allein, im Refrain jeweils gemeinsam mit Band. Die Band von Lea besteht aus: Matthias Franz, Frederic Michel, Hannes Willi Porombka und Leon Würschinger. Die Band von Forster aus: Alex Grube, Anna Guder, Reiner Hubert und Daniel Nitt. Die Gesamtlänge des Videos beträgt 2:40 Minuten. Der Dreh erstreckte sich über zwei Tage und entstand unter der Regie von Kim Frank, der bereits diverse Videos von Forster drehte. Das Musikvideo zählte bis August 2025 über 18 Millionen Aufrufe bei YouTube.

## Mitwirkende
| Liedproduktion - Severin Ahn: Toningenieur - Lea-Marie Becker (Lea): Gesang, Komponist, Liedtexter - Mark Cwiertnia (Mark Forster): Gesang, Komponist, Liedtexter, Musikproduzent - Ralf Christian Mayer: Abmischung, Komponist, Liedtexter, Mastering, Musikproduzent, Tonmeister - Daniel Nitt: Komponist, Liedtexter, Musikproduzent, Tonmeister - Pascal Reinhardt (Kalli): Arrangement, Komponist, Liedtexter - Joe Walter: Komponist, Liedtexter Artwork (Cover) - Robert Winter: Fotograf Unternehmen - Four Music: Musiklabel - Sony Music Publishing: Vertrieb | Musikvideo (Auswahl) - Frauke Becker: Styling - Kim Frank: Filmeditor, Filmproduzent, Kameramann, Regisseur - Jan Philipp Grelich: Kameraassistent - Mara Johannßen: Produktions-Assistenz - Josch Kiss: Beleuchter - Romina Mann: Styling - Darren Mullis: Grip - Misla Tesfamariam: Filmproduktionsleitung - Philipp Verheyen: Maske - Ivana Zoric: Maske |

## Rezensionen
das deutschsprachige Online-Magazin soundjungle.de beschrieb Drei Uhr nachts als Titel, der beiden „exzellent“ stehe. Eine Produktion, die den Zeitgeist vorantreibe, die Zukunft und nicht Vergangenheit im Blick habe; ein Video, das beiden die angemessene Bühne biete und als visuelles Highlight Maßstäbe setze. Alles das sei Drei Uhr nachts.
Dominik Lippe vom deutschsprachigen Online-Magazin laut.de bewertete das Album Musketiere mit zwei von fünf Sternen. Während seiner Kritik kam er zum Entschluss, dass Drei Uhr nachts eine „deutliche“ Diskrepanz zwischen Musik und Aussage ausweise. Aus „unerfindlichen Gründen“ klinge das Lied so, als würden Forster und Lea zum Mitsingen einladen. Lippe stellt sich die Frage, warum die beiden von „Schlaflosigkeit“ und „Sehnsucht“ erzählen, wenn sie diese nur vom Hörensagen kennen würden. Des Weiteren stellt er sich die Frage, welcher Produzent auf die Idee käme, diese Themen als „tanzbares Spaß-Liedchen“ zu verpacken.
Thomas Pilgrim vom deutschsprachigen E-Zine Plattentests.de vergab drei von zehn Punkten für Musketiere und bedauere Lea bei Drei Uhr nachts. Das Lied erinnere ihn an Ruf mich an von Howard Carpendale, einem deutschsprachigen Cover zu Ronan Keatings Life Is a Rollercoaster. Besonders die Zeile „Ich lass heut’ Nacht mein Handy an, bis Du bei mir bist“ erwecke „ungute“ Erinnerungen daran. Bei allem Verständnis dafür, dass man die Deutungshoheit über „exzessive“ Mobilfunknutzung weder „gealterten“ Schlagerstars noch „erloschenen“ Boygroup-Mitgliedern überlassen möchte: „So gehe es nicht. Nie.“

## Kommerzieller Erfolg

### Chartplatzierungen
Drei Uhr nachts platzierte sich 35 Wochen in den Top 100 der deutschen Singlecharts und erreichte seine höchste Chartnotierung mit Rang 15 in der ersten Verkaufswoche. In den Midweekcharts der ersten Verkaufswoche platzierte sich das Stück noch auf Rang 13, womit das Lied in der zweiten Wochenhälfte nochmals zwei Plätze abgeben musste. Darüber hinaus platzierte sich das Lied auf Rang zwei der Downloadcharts, wo es sich lediglich Wellerman von Nathan Evans geschlagen geben musste, Rang fünf der deutschsprachigen Singlecharts, Rang acht der Airplaycharts und Rang 17 der Streamingcharts. In Österreich erreichte die Single Rang 32 und platzierte sich 15 Wochen in den Charts. In der Schweiz hielt sich das Lied eine Woche in den Top 100 und erreichte dabei Rang 68. 2021 platzierte sich Drei Uhr nachts auf Rang 40 der deutschen Single-Jahrescharts sowie Rang 47 der Airplay-Jahrescharts. In den Airplay-Jahrescharts war es das bestplatzierte deutschsprachige Lied, was Drei Uhr nachts zum meistgespielten deutschsprachigen Radiotitel des Jahres 2021 macht.
Für Forster als Interpret ist dies, inklusive des Charterfolgs mit seinem Musikprojekt Eff, der 20. Charterfolg in Deutschland sowie der 15. in der Schweiz und der 14. in Österreich. In seiner Autorentätigkeit erreichte er hiermit zum 24. Mal die deutschen Singlecharts sowie ebenfalls zum 15. Mal die Schweizer Hitparade und zum 14. Mal die österreichischen Singlecharts. Als Produzent erreichte Forster mit Drei Uhr nachts zum 23. Mal die Singlecharts in Deutschland sowie zum 14. Mal in der Schweiz und zum 13. Mal in Österreich. Lea platzierte sich als Interpretin hiermit zum 13. Mal in den deutschen Singlecharts sowie zum siebten Mal in Österreich und zum sechsten Mal in der Schweiz. Als Autorin ist es ihr 14. Charterfolg in Deutschland und ebenfalls der siebte in Österreich und der sechste in der Schweiz.
Mayer platzierte sich in seiner Produzententätigkeit mit Drei Uhr nachts zum 22. Mal in den deutschen Singlecharts sowie zum zwölften Mal in Österreich und zum elften Mal in der Schweiz. In seiner Autorentätigkeit ist es sein 18. Charterfolg in Deutschland und ebenfalls der zwölfte in Österreich und der elfte in der Schweiz. Nitt erreichte als Autor hiermit zum 15 Mal die Charts in Deutschland, zum 13. Mal in der Schweiz und zum elften Mal in Österreich. Als Produzent ist es sein 14. Charterfolg in Deutschland, der zwölfte in der Schweiz sowie der zehnte in Österreich. Walter erreichte in seiner Autorentätigkeit zum 15. Mal die deutschen Charts sowie zum neunten Mal in Österreich und zum fünften Mal in der Schweiz. Für Reinhardt als Autor ist Drei Uhr nachts der 15. Charterfolg in den deutschen Singlecharts sowie der zehnte in Österreich und der achte in der Schweiz.
| ChartsChartplatzierungen | Höchstplatzierung | Wochen |
| ------------------------ | ----------------- | ------ |
| Deutschland (GfK)        | 15 (35 Wo.)       | 35     |
| Österreich (Ö3)          | 32 (15 Wo.)       | 15     |
| Schweiz (IFPI)           | 68 (1 Wo.)        | 1      |

| ChartsJahrescharts (2021) | Platzierung |
| ------------------------- | ----------- |
| Deutschland (GfK)         | 40          |

### Auszeichnungen für Musikverkäufe
Im März 2023 wurde Drei Uhr nachts in Deutschland mit einer Platin-Schallplatte für über 400.000 verkaufte Einheiten ausgezeichnet, bereits im Juni 2022 erreichte die Single Goldstatus. Am 15. November 2022 erfolgte bereits die Verleihung einer Platin-Schallplatte für 30.000 verkaufte Einheiten in Österreich.

| Land/Region        | Auszeichnungen für Musikverkäufe (Land/Region, Auszeichnung, Verkäufe) | Verkäufe |
| ------------------ | ---------------------------------------------------------------------- | -------- |
| Deutschland (BVMI) | Platin                                                                 | 400.000  |
| Österreich (IFPI)  | Platin                                                                 | 30.000   |
| Insgesamt          | 2× Platin ·                                                            | 430.000  |

## Coverversionen
2023 coverte Johannes Oerding das Lied im Rahmen der zehnten Staffel der VOX-Musiksendung Sing meinen Song – Das Tauschkonzert.